# Ersilia stancyki
Ersilia stancyki är en snäckart som beskrevs av Waren 1980. Ersilia stancyki ingår i släktet Ersilia och familjen Eulimidae. Inga underarter finns listade i Catalogue of Life.